# Soquete AM2

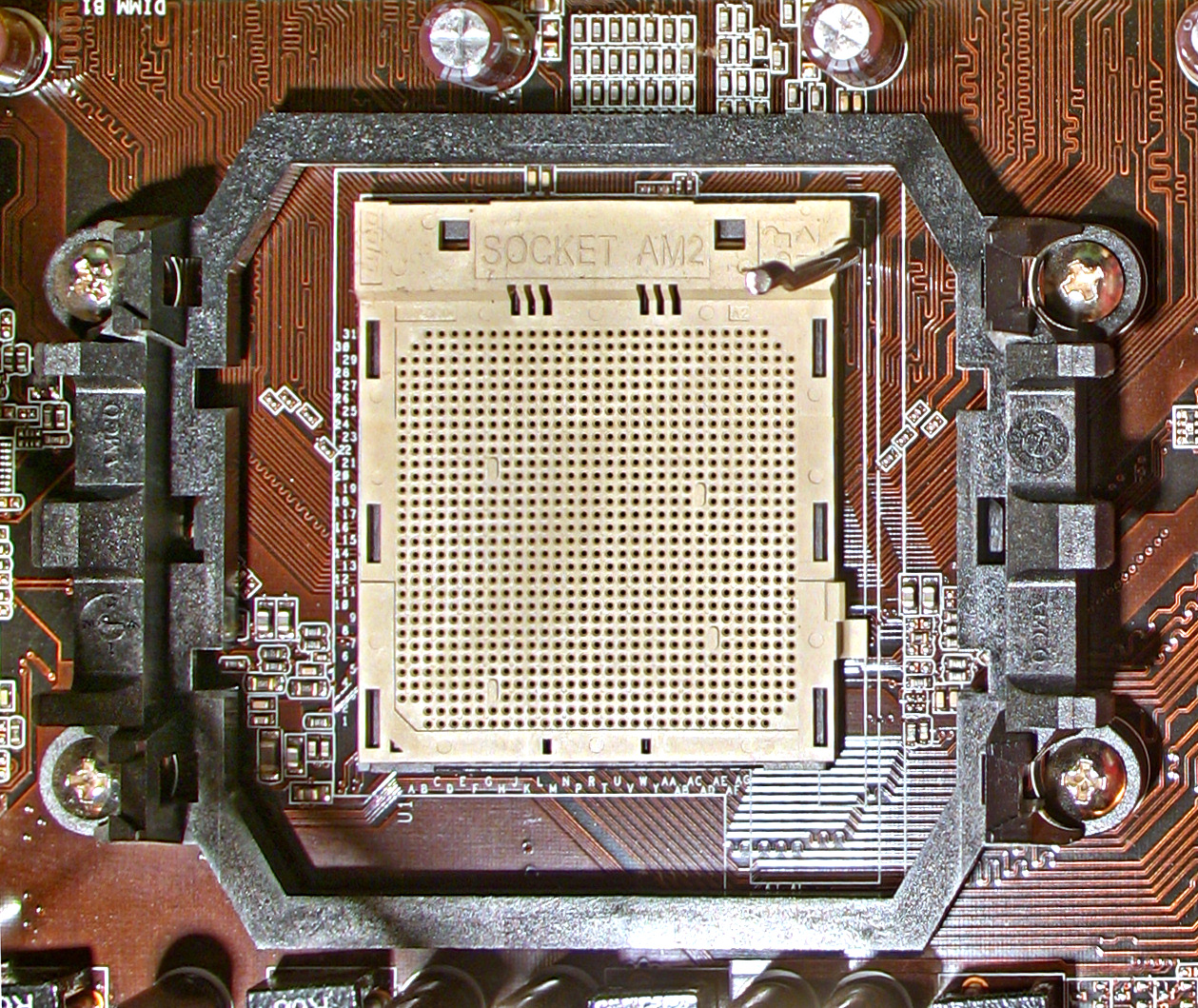
Soquete AM2

Soquete AM2 é um soquete da AMD de 940 pinos, para processadores Athlon 64, Athlon 64 X2, Athlon 64 FX e os novos Sempron AM2, utilizando memórias DDR2.

## AM2 e DDR2
Depois do lançamento das memórias DIMDDR2 a AMD sentiu a necessidade de adaptar a tecnologia Athlon 64 à essas memórias. Com relação ao o soquete anterior, o 939, o AM2 ganhou um pino a mais mas não equivale ao soquete 940 de Opteron. A grande mudança entre o processador AM2 e um 939 é o controlador de memória adaptado para DDR2, não mudando muito a tecnologia em relação ao soquete anterior (939).
O soquete AM2 trabalha com memórias DDR2 533, DDR2 667 e DDR2 800. O seu único problema é que o clock de barramento de memória não é obtido através do clock base do processador, mas sim através de uma divisão do clock interno do processador, as DDR2 800 por exemplo, não trabalham realmente a 800 MHz em processadores com multiplicadores ímpares, devido ao Athlon 64 não trabalhar com divisores "quebrados". Por exemplo, um Athlon 64 X2 3800+ com 2 GHz tem o seu clock base 200 MHz multiplicado por 10, desses 2 GHz são dividos por 5 obtendo 400 MHz (DDR2 800, trabalhando a 800 MHz, lembre-se que memórias DDR são rotuladas com o dobro de sua frequência). Mas quando pegamos um Athlon 64 X2 4200+ com 2.2 GHz o clock base é multiplicado por 11, dividindo por 6, obtemos 366 MHz (DDR2 800 trabalhando na verdade a 733 MHz.).

## Modelos de processadores com Soquete AM2

### Athlon 64
- Athlon 64 3000+
- Athlon 64 3200+
- Athlon 64 3500+
- Athlon 64 3800+
- Athlon 64 4000+

### Athlon 64 X2
(Todos os Athlon 64 X2 possuem modelos para soquete AM2)
- Athlon 64 X2 3600+
- Athlon 64 X2 3800+
- Athlon 64 X2 4000+
- Athlon 64 X2 4200+
- Athlon 64 X2 4400+
- Athlon 64 X2 4600+
- Athlon 64 X2 4800+
- Athlon 64 X2 5000+
- Athlon 64 X2 5200+
- Athlon 64 X2 5400+
- Athlon 64 X2 5600+
- Athlon 64 X2 6000+
- Athlon 64 X2 6400+

### Sempron AM2
- Sempron AM2 2800+
- Sempron AM2 3000+
- Sempron AM2 3200+
- Sempron AM2 3400+
- Sempron AM2 3500+
- Sempron AM2 3600+
- Sempron AM2 3800+
- Sempron AM2 4000+

## Versão AM2+
Soquete AM2+ é um soquete de CPU projetado para processadores AMD em equipamentos de escritório. Seu lançamento, no terceiro trimestre de 2007, sucedeu na mesma data em que estava programado o lançamento do Soquete AM3, substituto do Soquete AM2. A mudança ocorreu para haver uma transição entre este último e o Soquete AM3. Os processadores projetados para funcionar com o AM2 poderão funcionar perfeitamente em placas mães para Soquete AM2+ e vice-versa.
O Soquete AM2+ traz algumas diferenças em relação ao AM2:
- HyperTransport:
  - O AM2 suporta HyperTransport 2.0, é compatível com memórias DDR2.
  - O AM2+ suporta HyperTransport 3.0, é compatível com memorias DDR2.
  - O AM3 suporta HyperTransport 3.0, é compatible tanto com memorias DDR2 como com DDR3.
- Split power planes: um para os núcleos de CPU, e outro para o controlador de memória integrado (IMC). Isto melhorará a economia de energía, especialmente com os gráficos integrados se os núcleos encontram no modo sleep, porém o IMC segue ativo.